# Behn Gillece
Behn Gillece (* 9. Februar 1982 in New Jersey) ist ein US-amerikanischer Jazzmusiker (Vibraphon, Komposition).

## Leben und Wirken
Gillece begann als Teenager mit dem Studium des klassischen Schlagwerks. Während er an der Rowan University Perkussion studierte, entwickelte er den Wunsch, Jazz zu spielen. In den ersten Jahren seiner Karriere trat er regelmäßig in seinem Heimatstaat New Jersey und Philadelphia auf. 2006 zog er nach New York, um an der SUNY Purchase zu studieren. Dort erwarb er 2008 seinen Master-Abschluss und erhielt zahlreiche Auszeichnungen, darunter war er Sieger des Jazz Improvisation-Wettbewerbs 2008 auf der Percussive Arts Society International Convention, Teilnehmer an der Betty Carter Jazz Ahead-Residenz 2009 und am Generations-Wettbewerb 2009.
Zunächst betätigte er sich als Begleitmusiker und Bandleader. Nach ersten Aufnahmen mit John Pastin (2004) und vier gemeinsamen Alben mit Ken Fowser Full View (2008) spielte Gilleces seinen ersten Alben unter eigenem Namen, Mindset (2015) und Dare to Be (2016) für Posi-Tone Records ein. Des Weiteren wirkte Gillece bei Aufnahmen als Sideman mit, u. a. bei Alben von Walt Weiskopf, Melody Gardot und der Formation New Faces (Straight Forward, 2017), mit Josh Lawrence, Roxy Coss, Theo Hill, Peter Brendler und Vinnie Sperrazza.
Gillece trat im Laufe seiner bisherigen Karriere an Veranstaltungsorten wie dem Lincoln Center, dem Kennedy Center, dem Kimmel Center, sowie in Jazzclubs wie Smalls, Smoke, Fat Cat, Yoshi’s, Chris’ Jazz Cafe auf. Gillece trat auch auf Musikfestivals weltweit auf, darunter auf dem North Sea Jazz Festival, in Montreux, Nizza, Gent, Montreal und Toronto. Daneben betätigt sich Gillece als Musikpädagoge. Im Bereich des Jazz war er laut Tom Lord zwischen 2004 und 2022 an 32 Aufnahmesessions beteiligt, zuletzt mit dem Charles Ruggiero/Frank Basile Octet. 2021 legte er das Album Still Doing Our Thing vor, gefolgt von Between the Bars (2022). Zu bören ist er u. a. auch auf Patrick Cornelius’ Album Book of Secrets (2023).
Thomas Conrad schrieb in JazzTimes, Behn Gillece gehöre der Tradition von Vibraphonisten wie Milt Jackson an und spiele mit der Haltung, „dass das Vibraphon in den richtigen Händen wie kein anderes Instrument ein emotionales Geheimnis hervorrufen kann.“
2018 war Gillece Sieger im Down Beat Critic’s Poll in der Sparte Rising Star.

## Diskographische Hinweise
- Ken Fowser/Behn Gillece: Full View (Posi-Tone, 2009), mit David Hazeltine, Adam Cote, Paul Francis
- Ken Fowser//Behn Gillece: Little Echo (Posi-Tone, 2010), mit Rick Germanson, Ugonna Okegwo, Quincy Davis
- Ken Fowser/Behn Gillece: Duo Tone (Posi-Tone, 2011), Donald Vega, David Wong, Willie Jones III
- Ken Fowser/Behn Gillece:  Top Shelf (Posi-Tone, 2012), mit Michael Dease, Steve Einerson, Dezron Douglas, Rodney Green
- Mindset (Posi-Tone, 2015), mit Ken Fowser, Rick Germanson, Paul Gill, Charles Ruggiero
- Walk of Fire (2017), mit Bruce Harris, Michael Dease, Walt Weiskopf, Adam Birnbaum, Clovis Nicolas, Jason Tiemann
- Parallel Universe (2018), mit Bruce Harris, Stacy Dillard, Art Hirahara, David Wong, Rudy Royston
- Still Doing Our Thing (2021), mit Art Hirahara, Boris Kozlov, Rudy Royston, Nicole Glover
- Between the Bars (2023)
- Stick Together (2024)